# Industrialización de China
La industrialización de China se refiere al proceso en el que China atraviesa varias etapas de industrialización y revoluciones tecnológicas. La atención se centra en el período posterior a la fundación de la República Popular China, donde China experimentó su transformación más notable de un país principalmente agrario a una potencia industrializada. Aunque la industrialización china se define en gran medida por sus campañas del siglo XX, especialmente aquellas motivadas por los llamados políticos de Mao Zedong a "superar al Reino Unido y alcanzar a los Estados Unidos", China tiene una larga historia que contextualiza los esfuerzos protoindustriales, y explica las razones por el retraso de la industrialización en comparación con los países occidentales.
En 1952, el 83 por ciento de la fuerza laboral china estaba empleada en la agricultura. La cifra se mantuvo alta, pero disminuyó constantemente durante la fase inicial de la industrialización entre los años 1960 y 1990. Sin embargo, en vista del rápido crecimiento demográfico, esto equivalía a un rápido crecimiento del sector industrial en términos absolutos, de hasta el 11 por ciento anual durante el período. En 1977, la fracción de la fuerza laboral empleada en la agricultura había caído a alrededor del 77 por ciento, y en 2012, al 33 por ciento.

## Precursores históricos de la industrialización
En el Estado de Wu de China se fabricó por primera vez acero, precediendo a los europeos en más de 1.000 años. La dinastía Song vio una industria intensiva en la producción de acero y la minería del carbón. Ningún otro estado premoderno estuvo tan cerca de iniciar una revolución industrial como el Song meridional. La falta de clientes potenciales para productos fabricados por máquinas en lugar de artesanos se debió a la ausencia de una "clase media" en la China Song, que fue la razón del fracaso en la industrialización.

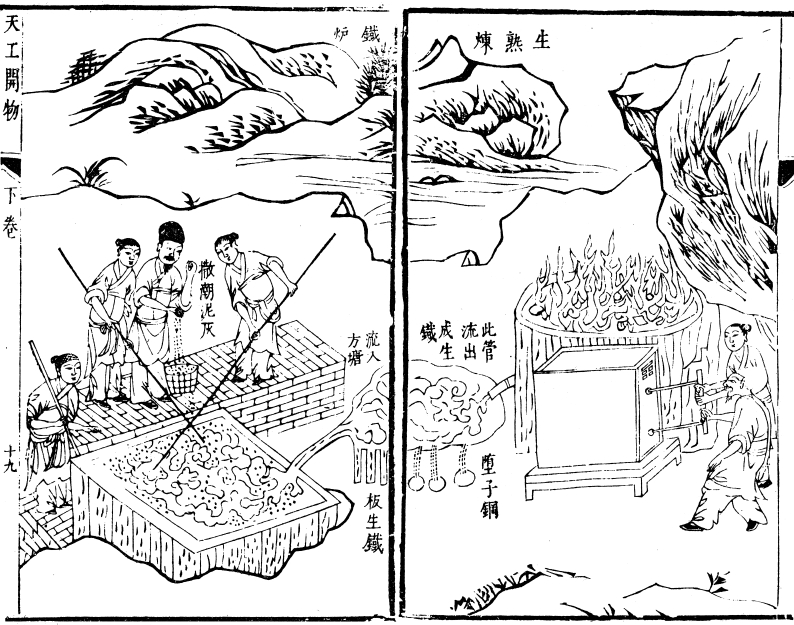
El proceso de charco de fundición de mineral de hierro para fabricar hierro forjado a partir de arrabio, con la ilustración de la derecha que muestra a hombres trabajando en un alto horno, de la enciclopedia Tiangong Kaiwu, 1637.

Los historiadores occidentales debaten si el trabajo del hierro basado en flores alguna vez se extendió a China desde Medio Oriente. Sin embargo, alrededor del año 500 a. C., los trabajadores metalúrgicos del estado sureño de Wu desarrollaron una tecnología de fundición de hierro que no se practicaría en Europa hasta finales de la época medieval. En Wu, las fundiciones de hierro alcanzaron una temperatura de 1130 °C, lo suficientemente caliente como para ser considerada un alto horno que podría crear hierro fundido. A esta temperatura, el hierro se combina con un 4,3% de carbono y se funde. Como líquido, el hierro se puede fundir en moldes, un método mucho menos laborioso que forjar individualmente cada pieza de hierro a partir de una flor.
El hierro fundido es bastante frágil y no es adecuado para herramientas de golpe. Sin embargo, se puede descarburar hasta obtener acero o hierro forjado calentándolo al aire durante varios días. En China, estos métodos de trabajo del hierro se extendieron hacia el norte y, hacia el año 300 a. C., el hierro era el material elegido en toda China para la mayoría de las herramientas y armas. Una fosa común en la provincia de Hebei, que data de principios del siglo III a. C., contiene varios soldados enterrados con sus armas y otros equipos. Los artefactos recuperados de esta tumba están hechos de hierro forjado, hierro fundido, hierro fundido maleabilizado y acero templado, con solo unas pocas armas de bronce, probablemente ornamentales.

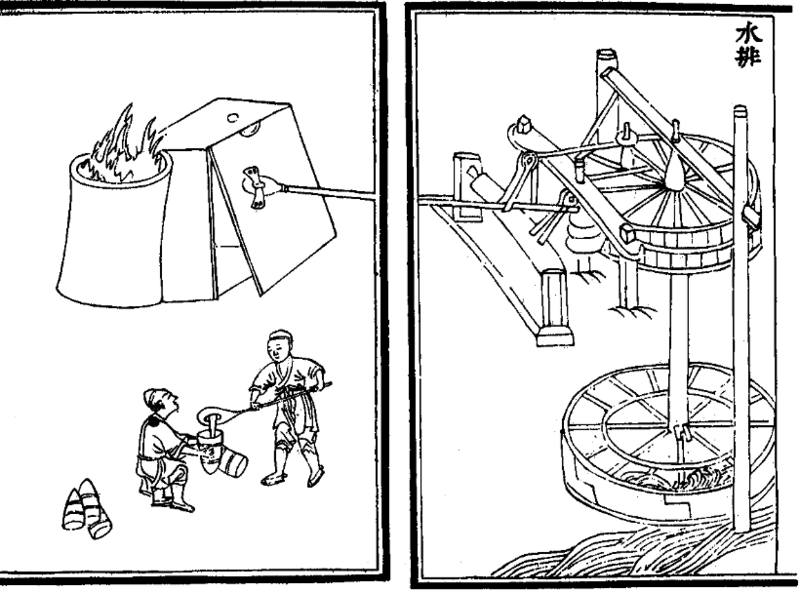
Una ilustración de fuelles de horno operados por ruedas hidráulicas, del Nong Shu, por Wang Zhen, 1313 d. C., durante la dinastía Yuan en China.

Durante la dinastía Han (202 a. C.-220 d. C.), el gobierno estableció la siderurgia como un monopolio estatal (aunque derogado durante la segunda mitad de la dinastía y devuelto al emprendimiento privado) y construyó una serie de grandes altos hornos en la provincia de Henan, cada uno de ellos capaz de producir varias toneladas de hierro al día. Para entonces, los metalúrgicos chinos habían descubierto cómo hacer charcos de arrabio fundido, revolviéndolo al aire libre hasta que perdía su carbono y se convertía en hierro forjado (en chino, el proceso se llamaba chao, literalmente, salteado). En el siglo I a. C., los metalúrgicos chinos habían descubierto que el hierro forjado y el hierro fundido podían fundirse juntos para producir una aleación con un contenido intermedio de carbono, es decir, acero. Según la leyenda, la espada de Liu Bang, el primer emperador Han, se fabricó de esta manera. Algunos textos de la época mencionan "armonizar lo duro y lo blando" en el contexto del trabajo del hierro; la frase puede referirse a este proceso. Además, la antigua ciudad de Wan (Nanyang) desde el período Han en adelante fue un importante centro de la industria del hierro y el acero. Junto con sus métodos originales de forjar acero, los chinos también adoptaron los métodos de producción para crear acero Wootz, una idea importada de la India a China en el siglo V.
Los chinos durante la antigua dinastía Han también fueron los primeros en aplicar energía hidráulica (es decir, una rueda hidráulica) para accionar los fuelles inflables del alto horno. Esto fue registrado en el año 31 d. C., una innovación del ingeniero Du Shi, prefecto de Nanyang. Aunque Du Shi fue el primero en aplicar la energía hidráulica a los fuelles en metalurgia, la primera ilustración dibujada e impresa de su funcionamiento con energía hidráulica se produjo en 1313, en el texto de la era de la dinastía Yuan llamado Nong Shu. En el siglo XI, hay evidencia de la producción de acero en la China Song utilizando dos técnicas: un método "berganesco" que producía acero heterogéneo y de calidad inferior y un precursor del moderno proceso Bessemer que utilizaba la descarbonización parcial mediante forjado repetido bajo una explosión en frío. En el siglo XI, también hubo una gran deforestación en China debido a la demanda de carbón vegetal de la industria del hierro. Sin embargo, para entonces los chinos ya habían descubierto cómo utilizar coque bituminoso para sustituir el uso de carbón vegetal, y con este cambio de recursos se salvaron muchas hectáreas de tierras forestales de primera calidad en China. Este cambio de recursos del carbón al carbón se utilizó más tarde en Europa en el siglo XVII.
La economía de la dinastía Song fue una de las más prósperas y avanzadas del mundo medieval. Los chinos Song invirtieron sus fondos en sociedades anónimas y en múltiples veleros en un momento en que las ganancias monetarias estaban aseguradas gracias al vigoroso comercio exterior y al comercio indígena a lo largo del Gran Canal y el río Yangzi. A destacadas familias de comerciantes y empresas privadas se les permitió ocupar industrias que aún no eran monopolios operados por el gobierno. Tanto las industrias privadas como las controladas por el gobierno satisficieron las necesidades de una creciente población china en Song. Tanto los artesanos como los comerciantes formaban gremios con los que el Estado tenía que lidiar al evaluar los impuestos, requisar bienes y fijar los salarios y precios estándar de los trabajadores para los bienes.
La industria del hierro fue impulsada tanto por empresarios privados que poseían sus propias fundiciones como por instalaciones de fundición supervisadas por el gobierno. La economía Song era lo suficientemente estable como para producir más de cien millones de kilogramos de hierro al año. La deforestación a gran escala en China habría continuado si no fuera por la innovación del siglo XI que supuso el uso de carbón en lugar de carbón vegetal en los altos hornos para fundir hierro fundido. Gran parte de este hierro se reservaba para uso militar en la fabricación de armas y blindaje de tropas, pero una parte se utilizaba para fabricar los numerosos productos de hierro necesarios para satisfacer las demandas del creciente mercado indígena. El comercio del hierro dentro de China se vio impulsado por la construcción de nuevos canales que ayudaron al flujo de productos de hierro desde los centros de producción al gran mercado que se encontraba en la ciudad capital.

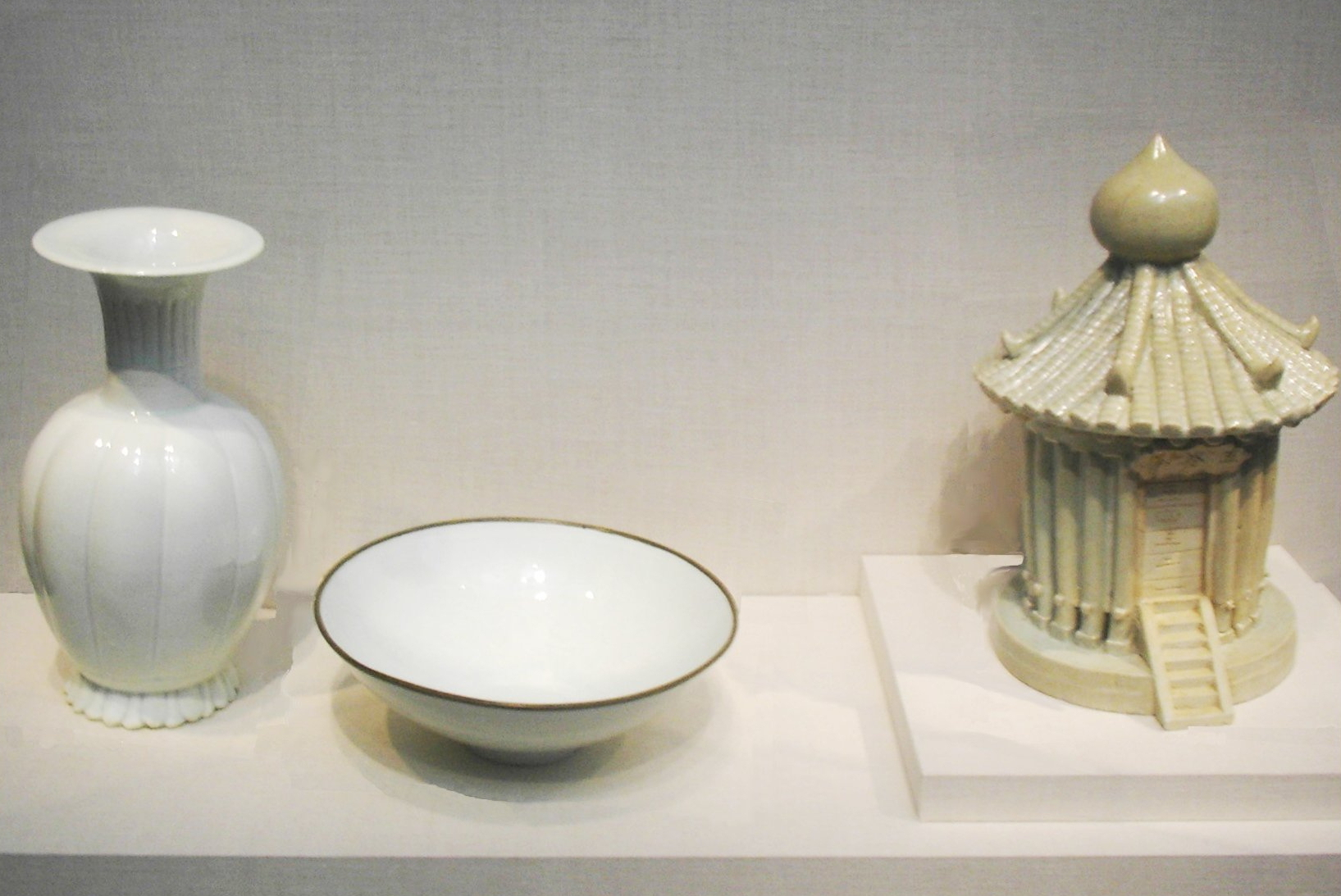
Objeto de la izquierda: Un jarrón de cerámica qingbai de la dinastía Song del Norte con un esmalte cerámico transparente en tonos azules, de Jingdezhen, ; Objeto central: Un cuenco de cerámica qingbai de Song del Norte o del Sur con decoraciones de loto incisas, un borde de metal y un vidriado transparente en tonos azules, de Jingdezhen, siglos o ; Objeto de la derecha: modelo en miniatura de Song del Sur de un granero de almacenamiento con puerta y tapa superior removibles, porcelana qingbai con esmalte transparente en tonos azules, Jingdezhen,.

La producción anual de moneda de cobre acuñada sólo en 1085 alcanzó aproximadamente seis mil millones de monedas. El avance más notable en la economía Song fue el establecimiento del primer dinero impreso en papel emitido por el gobierno del mundo, conocido como Jiaozi (véase también Huizi). Sólo para la impresión de papel moneda, la corte Song estableció varias fábricas administradas por el gobierno en las ciudades de Huizhou, Chengdu, Hangzhou y Anqi. El tamaño de la mano de obra empleada en las fábricas de papel moneda era elevado; En 1175 se registró que la fábrica de Hangzhou empleaba a más de mil trabajadores al día.

El poder económico de la China Song influyó fuertemente en las economías extranjeras en el extranjero. El geógrafo marroquí al-Idrisi escribió en 1154 sobre las proezas de los barcos mercantes chinos en el Océano Índico y sobre sus viajes anuales que llevaban hierro, espadas, seda, terciopelo, porcelana y diversos textiles a lugares como Adén (Yemen), el río Indo y el Éufrates en el actual Irak. Los extranjeros, a su vez, afectaron a la economía china. Por ejemplo, muchos musulmanes de Asia occidental y central fueron a China para comerciar, convirtiéndose en una fuerza preeminente en la industria de importación y exportación, mientras que algunos incluso fueron nombrados funcionarios que supervisaban los asuntos económicos. El comercio marítimo con el Pacífico Sudeste, el mundo hindú, el mundo islámico y el mundo de África Oriental trajo a los comerciantes una gran fortuna y estimuló un enorme crecimiento en la industria de construcción naval de la provincia de Fujian de la era Song. Sin embargo, había riesgos involucrados en aventuras tan largas en el extranjero. Para reducir el riesgo de perder dinero en misiones comerciales marítimas en el extranjero, los historiadores Ebrey, Walthall y Palais escriben:
Los inversores [de la era Song] normalmente dividían su inversión entre muchos barcos, y cada barco tenía muchos inversores detrás. Un observador pensó que el entusiasmo por invertir en el comercio exterior estaba provocando una salida de efectivo del cobre. Escribió: "La gente a lo largo de la costa mantiene relaciones íntimas con los comerciantes que participan en el comercio exterior, ya sea porque son compatriotas o conocidos personales... [Les dan a los comerciantes] dinero para que lo lleven en sus barcos y lo compren". y transporte de devolución de mercancías extranjeras. Invierten entre diez y cien cantidades de dinero en efectivo y regularmente obtienen beneficios de varios cientos por ciento”.

## Razones del retraso en la industrialización
Algunos historiadores como David Landes y Max Weber atribuyen a los diferentes sistemas de creencias en China y Europa el mérito de dictar dónde ocurrió la revolución. La religión y las creencias de Europa fueron en gran medida producto del judeocristianismo, Sócrates, Platón y Aristóteles. Por el contrario, la sociedad china se basó en hombres como Confucio, Mencio, Han Feizi (legalismo), Lao Tse (taoísmo) y Buda (budismo). La diferencia clave entre estos sistemas de creencias fue que los europeos se centraban en el individuo, mientras que las creencias chinas se centraban en las relaciones entre las personas. La unidad familiar fue más importante que el individuo durante la gran mayoría de la historia china, y esto puede haber influido en que la Revolución Industrial tardara mucho más en producirse en China. Existía la diferencia adicional de si la gente miraba hacia atrás, hacia un pasado supuestamente glorioso, en busca de respuestas a sus preguntas o si miraba con esperanza hacia el futuro. Otros estudios, como el de Joel Mokyr, sugieren que una de las principales fuerzas impulsoras que llevaron a Europa a industrializarse antes que China fue una cultura de competencia interestatal. Como China era la potencia hegemónica regional, no hubo una gran amenaza a partir del siglo XVII. En Europa, donde no había un poder hegemónico claro, la lucha por el poder creó un modelo de competencia que permitió un progreso económico, cultural y tecnológico nunca visto en China. Otros factores incluyen una cultura china de estabilidad del statu quo, lo que significa que las nuevas ideas revolucionarias que cuestionaban la narrativa histórica o cultural de China fueron en gran medida suprimidas, lo que significa que había poco espacio para una innovación comparable a la de Europa.

### La escuela inglesa
Por el contrario, existe una escuela histórica que Jack Goldstone ha denominado la "escuela inglesa" que sostiene que China no era esencialmente diferente de Europa, y que muchas de las afirmaciones de que lo era se basan en evidencia histórica errónea.
Mark Elvin sostiene que China se encontraba en una trampa de equilibrio de alto nivel en la que los métodos no industriales eran lo suficientemente eficientes como para impedir el uso de métodos industriales con un alto capital inicial. Kenneth Pomeranz, en La Gran Divergencia, sostiene que Europa y China eran notablemente similares en 1700, y que las diferencias cruciales que crearon la Revolución Industrial en Europa fueron las fuentes de carbón cercanas a los centros manufactureros y las materias primas como alimentos y madera del Nuevo Mundo. Mundo, que permitió a Europa expandirse económicamente de una manera que China no pudo.
Algunos han comparado Inglaterra directamente con China, pero la comparación entre Inglaterra y China se ha considerado defectuosa, ya que China es mucho más grande que Inglaterra. Una comparación más relevante sería entre la región china del delta del Yangtze, la región más avanzada de China, la ubicación de Hangzhou, Nankín y la contemporánea Shanghái, e Inglaterra. Se dice que esta región de China tenía costos laborales similares a los de Inglaterra. Según André Gunder Frank, "particularmente significativa es la comparación entre Asia, que representaba el 66 por ciento de la población mundial, confirmada sobre todo por las estimaciones para 1750, con su participación del 80 por ciento en la producción mundial al mismo tiempo. Es decir, dos tercios de los habitantes de Asia produjeron cuatro quintas partes de la producción mundial total, mientras que una quinta parte de la población mundial en Europa produjo sólo una parte de la quinta parte restante de la producción mundial, a la que europeos y estadounidenses también contribuyeron." China era una de las economías más avanzadas de Asia en ese momento y se encontraba en medio de su auge del siglo siglo XVIII provocado por un largo período de estabilidad bajo la dinastía Qing.

## Industrialización de la República Popular China

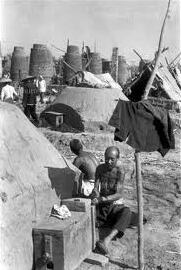
Los esfuerzos industriales a pequeña escala, como la metalurgia doméstica y comunitaria y la producción de acero, fueron comunes en el Gran Salto Adelante. En la foto aparece un hombre atendiendo la caldera de acero de su patio trasero.

La industrialización de China se produjo en una escala significativa sólo a partir de la década de 1950. A partir de 1953, Mao introdujo un "Plan Quinquenal" que recordaba los esfuerzos de industrialización soviéticos. Este plan quinquenal significaría la primera campaña a gran escala para industrializarse de la República Popular China. Basado en gran medida en el éxito soviético, el plan se caracterizó por una intensa colectivización y centralización económica. La asistencia soviética fue crucial en esta empresa, China "recibió la tecnología más avanzada disponible dentro de la Unión Soviética y, en algunos casos, fue la mejor del mundo". Varios miles de asesores técnicos soviéticos supervisaron y orientaron 156 proyectos industriales. La asistencia soviética durante esta etapa constituyó aproximadamente la mitad de la producción y el desarrollo industriales. Gracias al desarrollo asistido por los soviéticos, el valor de la producción agrícola e industrial creció del 30% en 1949 al 56,5% en 1957, y la industria pesada experimentó un crecimiento similar del 26,4% al 48,4%. Por lo tanto, la asistencia soviética para impulsar la industrialización fue un componente clave en el proceso más amplio de industrialización china y en el desarrollo económico en su conjunto. El Gran Salto Adelante maoísta (chino simplificado: 大跃进; chino tradicional: 大躍進; pinyin: Dàyuèjìn) fue el plan utilizado de 1958 a 1961 para transformar la República Popular China de una economía principalmente agraria de campesinos a una sociedad comunista moderna a través del proceso de agriculturización e industrialización. Mao Zedong anticipó la agricultura y la industria (abreviatura de 'cereales y acero') como las bases de cualquier progreso económico o fortalecimiento nacional. Por lo tanto, El Gran Salto Adelante se basó en gran medida en estos dos sectores y les prestó atención para establecer una base económica sólida a partir de la cual pudieran originarse futuros desarrollos. Las motivaciones ideológicas para esta transformación son muy variadas. La experiencia china de ocupación extranjera tuvo efectos generalizados en la mentalidad nacional, obligando a los líderes a establecer un Estado fuerte, autónomo y autosuficiente. Sin embargo, un factor principal fue la competencia cultural y económica de la Guerra Fría con Occidente. Al enterarse del plan de la Unión Soviética para superar a los Estados Unidos en producción industrial, Mao Zedong afirmó: "El camarada Jruschov nos ha dicho que la Unión Soviética, 15 años después, superará a los Estados Unidos de América. También puedo decir que 15 años después, podremos alcanzar o superar al Reino Unido". Mao Zedong basó este programa en la Teoría de las Fuerzas Productivas. El Gran Salto Adelante terminó en catástrofe, se dirigieron grandes volúmenes de recursos a los proyectos industriales de la campaña. Cuando los proyectos industriales no lograron producir el resultado esperado, faltaron recursos, incluidas herramientas, equipos agrícolas e infraestructura de los que dependía el sector agrícola. Junto con una sequía generalizada hacia el final del período, se produjo una hambruna generalizada. El resultado general del Gran Salto Adelante fue una contracción real, aunque temporal, de la economía china. Sin embargo, de 1952 a 1978 el PIB per cápita creció a una tasa promedio del 3,6%, superando la inflación. Otra tendencia del Gran Salto Adelante fue la disminución constante de los empleados en el sector agrícola, a medida que crecía el sector industrial. Además, a medida que China comenzó a depender más de la producción industrial, el valor agregado al PIB por la agricultura también disminuyó, pasando del 70% en 1952 al 30% en 1977. Durante este período, varias industrias notables dentro de China experimentaron un crecimiento significativo en su producción anual: la producción anual de acero aumentó de 1,3 millones de toneladas a 23 millones de toneladas, el carbón creció de 66 millones de toneladas a 448 millones de toneladas, la generación de energía eléctrica aumentó de 7 millones a 133 millones de toneladas de kilovatios-hora y la producción de cemento aumentó de 3 millones a 49 millones de toneladas por año.
A medida que se restableció gradualmente la estabilidad política tras la Revolución Cultural de finales de los años 1960, se puso en marcha un renovado impulso hacia un desarrollo coordinado y equilibrado bajo el liderazgo del primer ministro Zhou Enlai. Para reactivar la eficiencia en la industria, los comités del Partido Comunista Chino volvieron a ocupar posiciones de liderazgo sobre los comités revolucionarios y se llevó a cabo una campaña para devolver al personal calificado y altamente educado a los puestos de trabajo de los que habían sido desplazados durante la Revolución Cultural. Las universidades comenzaron a reabrir y se ampliaron los contactos con el extranjero. Una vez más la economía sufrió desequilibrios en las capacidades de diferentes sectores industriales y una necesidad urgente de aumentar el suministro de insumos modernos para la agricultura. En respuesta a estos problemas, hubo un aumento significativo de la inversión, incluida la firma de contratos con empresas extranjeras para la construcción de importantes instalaciones para la producción de fertilizantes químicos, acabado de acero y extracción y refinación de petróleo. El más notable de estos contratos fue el de trece de las plantas de fertilizantes químicos más grandes y modernas del mundo. Durante este período, la producción industrial creció a una tasa promedio del 11 por ciento anual.
En el histórico Tercer Pleno del XI Comité Central del Congreso Nacional del Partido, que se inauguró el 22 de diciembre de 1978, los líderes del partido decidieron emprender un programa de reforma gradual pero fundamental del sistema económico. Llegaron a la conclusión de que la versión maoísta de la economía de planificación centralizada no había logrado producir un crecimiento económico eficiente y había provocado que China se quedara muy por detrás no sólo de las naciones industrializadas de Occidente sino también de las nuevas potencias industriales de Asia: Japón, Corea del Sur, Singapur, Taiwán y Hong Kong.  A finales de la década de 1970, mientras Japón y Hong Kong rivalizaban con los países europeos en tecnología moderna, los ciudadanos de China tuvieron que conformarse con suministros de alimentos apenas suficientes, ropa racionada, viviendas inadecuadas y un sector de servicios inadecuado e ineficiente. Todas estas deficiencias avergonzaron a China a nivel internacional.
El propósito del programa de reforma no era abandonar el comunismo sino hacerlo funcionar mejor aumentando sustancialmente el papel de los mecanismos de mercado en el sistema y reduciendo (no eliminando) la planificación gubernamental y el control directo. El proceso de reforma fue incremental. Primero se introdujeron nuevas medidas de manera experimental en algunas localidades y luego se popularizaron y difundieron a nivel nacional si tenían éxito. En 1987, el programa había logrado resultados notables en el aumento de la oferta de alimentos y otros bienes de consumo y había creado un nuevo clima de dinamismo y oportunidades en la economía. Al mismo tiempo, sin embargo, las reformas también crearon nuevos problemas y tensiones, lo que llevó a intensos cuestionamientos y luchas políticas sobre el futuro del programa.
Los primeros años del programa de reformas fueron denominados "período de reajuste", durante el cual se debían corregir desequilibrios clave en la economía y se debían sentar las bases para una campaña de modernización bien planificada. El cronograma del plan decenal de Hua Guofeng fue descartado, aunque se mantuvieron muchos de sus elementos. Los principales objetivos del proceso de reajuste fueron expandir rápidamente las exportaciones; superar deficiencias clave en transporte, comunicaciones, carbón, hierro, acero, materiales de construcción y energía eléctrica; y corregir el desequilibrio entre la industria ligera y la pesada aumentando la tasa de crecimiento de la industria ligera y reduciendo la inversión en la industria pesada.
En 1984, las catorce ciudades costeras más grandes fueron designadas zonas de desarrollo económico, incluidas Dalian, Tianjin, Shanghái y Guangzhou, todas las cuales eran importantes centros comerciales e industriales. Estas zonas debían crear intercambios productivos entre empresas extranjeras con tecnología avanzada y las principales redes económicas chinas.
China ha continuado su ascenso como potencia industrial hasta el día de hoy. Ahora es la principal potencia industrial del mundo en términos de producción, y en 2016 produjo un rendimiento industrial por valor de 4,566 billones dedustrial a la inversión extranjera y la privatización, la introducción del mercado de valores en Shanghái, el aumento de los me dólares. Este rápido aumento se atribuye en gran parte a una serie de factores. La apertura de sectores de la economía inrcados de exportación, la subcontratación de la fabricación en China y la entrada de China en la Organización Mundial del Comercio.
Si bien la producción industrial china sigue siendo dominante en el mundo, ha experimentado un estancamiento. Declinando a finales de los años 1990, alcanzó su punto más bajo del 7% en 1998 (índice de producción industrial) y alcanzó el 23% en 2004. Desde entonces, ha disminuido en gran medida y se estancó en los años 2010, oscilando entre el 5% y el 10%. Gran parte de esta desaceleración puede atribuirse a la menor demanda como respuesta a la caída del mercado de valores chino. En respuesta, en 2016 China anunció sus planes de reducir sus industrias del acero y el carbón y despedir al 15% de su fuerza laboral respectiva. Parte de esta tendencia más amplia puede atribuirse al alejamiento de China de la industria pesada y hacia la industria ligera, como la producción de bienes de consumo para el mercado mundial. China también ha experimentado un crecimiento en otros sectores como la construcción, la tecnología, las finanzas y la energía, lo que puede atribuirse a una menor dependencia de la industria.

## Implicaciones ambientales
Al igual que las campañas de industrialización anteriores, la industrialización china trajo consigo un desarrollo económico moderno y un aumento general de la calidad de vida de muchos de sus ciudadanos, al mismo tiempo que introdujo una variedad de implicaciones ambientales que pueden sentirse a escala local y global. La grave contaminación, la deshidratación de las vías fluviales, la deforestación generalizada y algunos de los niveles más altos de contaminación del aire en el mundo son sólo algunos de los costos de China por su rápida industrialización y modernización. De 1985 a 2008, las cantidades de producción de energía crecieron un 203,9%, mientras que el consumo de energía aumentó un 271,7%. Junto con esos aumentos, las emisiones de aguas residuales industriales, gases y desechos sólidos han experimentado un crecimiento masivo. Los accidentes ambientales en todo el país también han aumentado en los últimos años. "Se informa que el número de desastres ambientales en 2010 fue el doble que el de 2009, y hubo 102 accidentes en el primer semestre de 2010".

### Contaminantes del aire

#### CO2

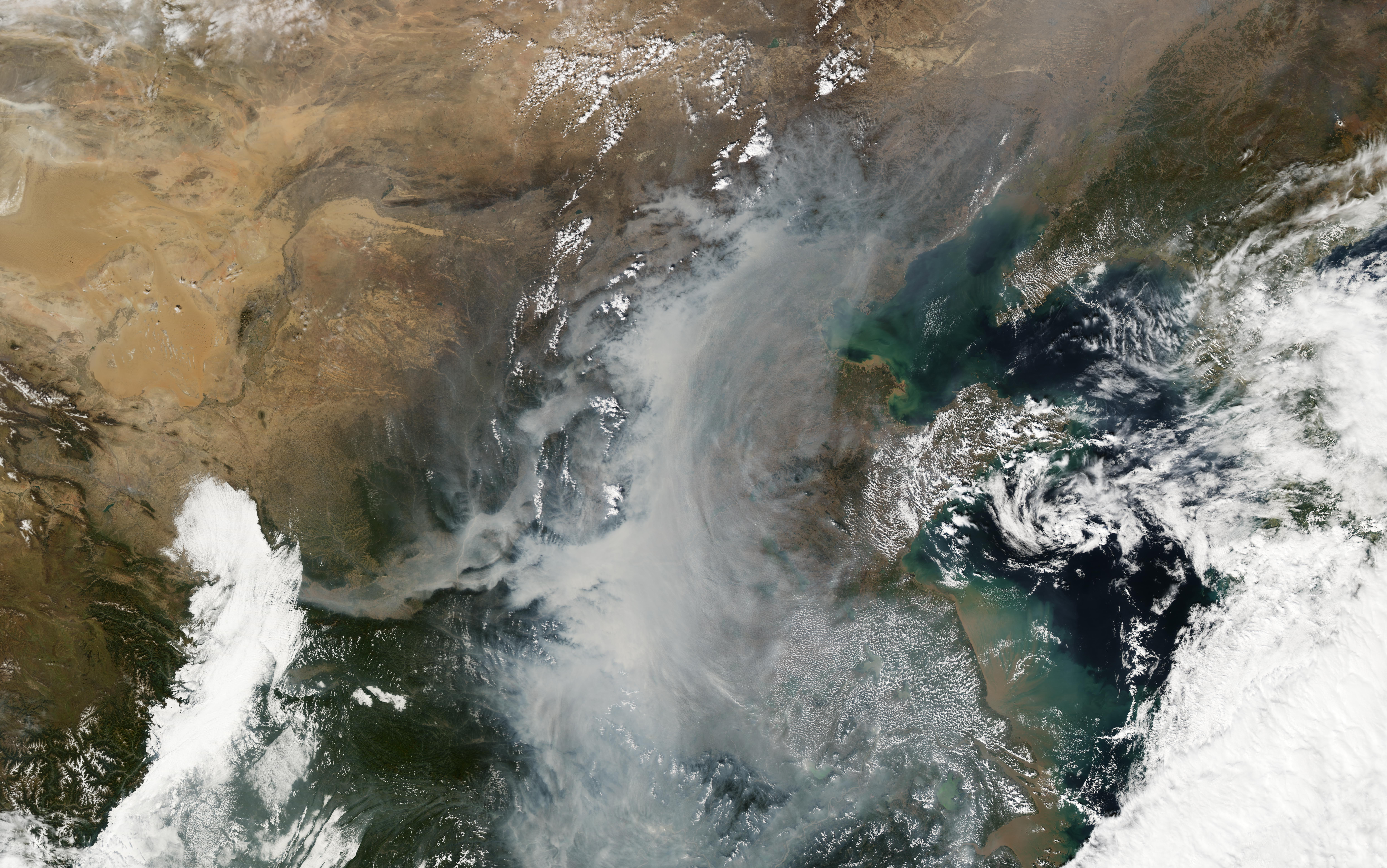
Un manto de neblina contaminante cubre el noreste de China, donde se localiza la mayor parte de la industrialización china.

China enfrenta un problema con la calidad del aire como consecuencia de la industrialización. China es el segundo mayor consumidor de petróleo del mundo y "China es el principal productor, consumidor e importador de carbón del mundo, y representa casi la mitad del consumo mundial de carbón", como tal, sus emisiones de CO2 reflejan el uso y la producción de combustibles fósiles. En 2015, China fue clasificada como el principal contribuyente de CO2, con el 29% de las emisiones mundiales de CO2. En 2012, el Instituto de Recursos Mundiales calculó que la emisión global total de carbono era de 33.840 millones de toneladas, de las cuales China contribuyó con 9.310 millones. En particular, la quema de biomasa forestal y la quema de matorrales, pastizales y residuos de cultivos son algunos de los contribuyentes más importantes a las emisiones de CO2 de China. La agricultura también es otro de los principales contribuyentes a las emisiones de carbono en China, representando el 17% de las emisiones totales. Y, la industria siderúrgica de China ha representado el 44% de las emisiones totales de CO2. Las industrias de China no son el único factor determinante de la contaminación del aire; La creciente población de China ha aumentado el tráfico pesado y la generación de energía. En total, la creciente infraestructura de China ha generado 3.280 millones de toneladas de residuos industriales entre 2013 y 2016. A nivel local, China ha implementado un sistema de alerta de contaminación que notifica a los ciudadanos sobre la calidad del aire del día a día y los posibles efectos sobre la salud. La advertencia más alta: roja, indica que no es apto para ninguna actividad al aire libre debido a riesgos para la salud. Se han adoptado ciertas medidas para frenar la producción de neblumo y neblina dentro de China, como prohibiciones temporales de vehículos. Además, a medida que aumentan las amenazas de esmog y neblina, el Ministerio de Protección Ambiental de China ha pedido a las ciudades productoras de acero de Linyi y Chengde que frenen la contaminación causada por la industria del acero, haciendo cumplir las leyes ambientales o cerrando unas trece fábricas de infractores.

### Contaminantes del agua

#### Estudio del caso de la cuenca del río Huai en la provincia de Shandong

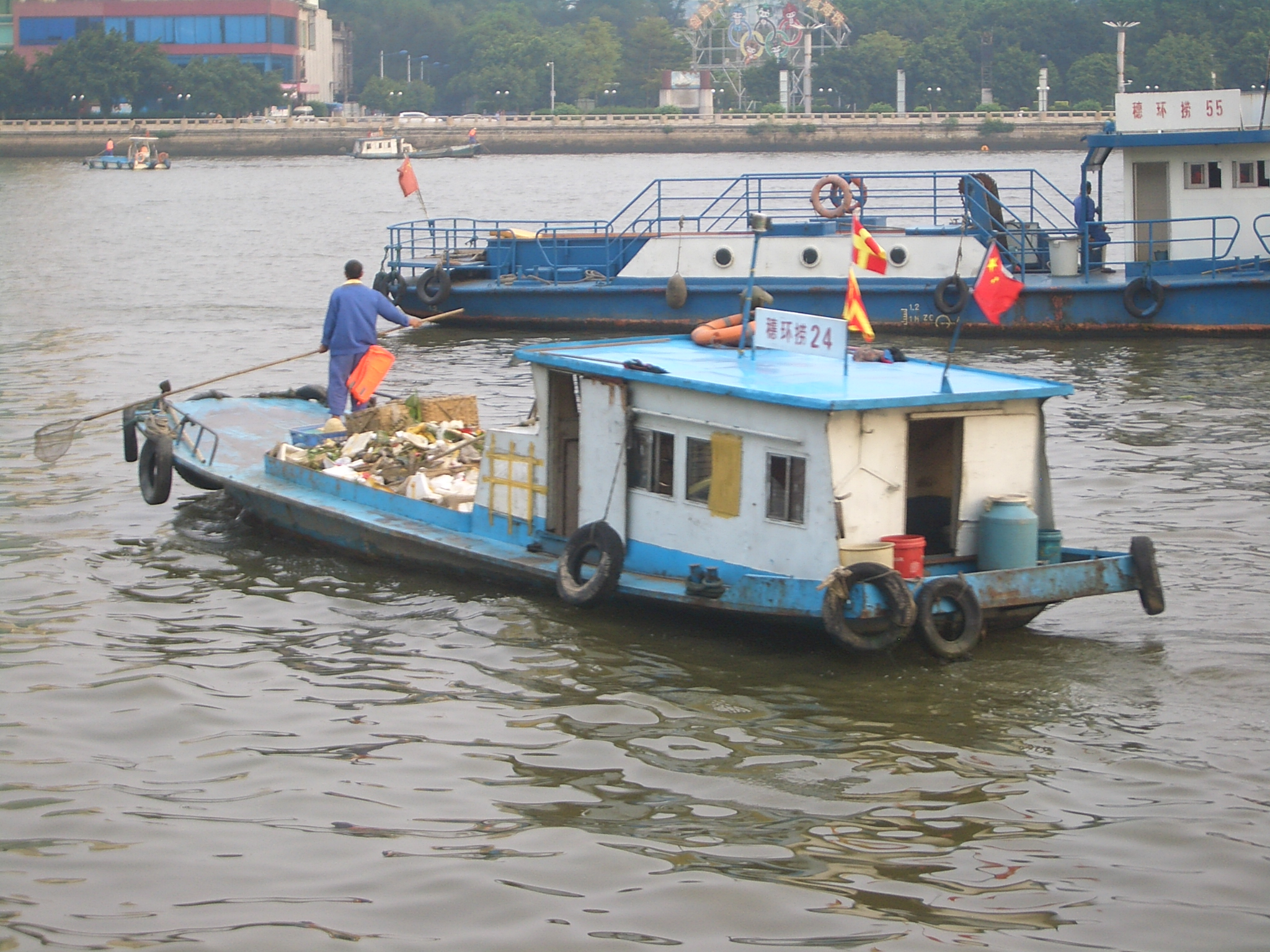
Un barco recolector de basura que retira desechos del río Perla en el sur de China, que recibe grandes cantidades de basura y contaminación industrial del principal centro industrial de Guangzhou y las ciudades circundantes.

La cuenca del río Huai se encuentra entre el río Yangtze y el río Amarillo y contiene 42 condados. La cuenca del río Huai dentro de Shandong cubre un área de 47.100 km², incluidas la cuenca del lago Nansi y la cuenca del río Yishi.
Con la creciente infraestructura derivada de la industrialización, la urbanización y el crecimiento de las megaciudades en China, existen numerosos contaminantes que están disminuyendo la calidad del agua y han contaminado muchos acuíferos subterráneos. Un estudio sobre las causas de los contaminantes en la cuenca del río Huai, en la provincia de Shandong, analizó cuáles de estas industrias generaban más aguas residuales para determinar los efectos directos de la industrialización en la HRBSP. Las diferentes industrias que emiten estos contaminantes en la región fueron clasificadas en diferentes niveles por su impacto ambiental. El carbón, la fabricación de papel y los materiales de construcción se clasificaron como industrias de alto consumo de energía, bajo valor de producción y alta contaminación. Los textiles, los petroquímicos y la energía eléctrica se clasificaron como industrias de alto consumo de energía/alto valor de producción/alta contaminación. Por último, las puntuaciones de fabricación médica y mecánica se clasificaron como industrias de bajo consumo de energía/alto valor de producción/bajos contaminantes. El estudio concluyó que los principales contribuyentes a la contaminación del agua fueron la industria procesadora de alimentos, 23,55% DQO y 26,05% NH3-N, la industria papelera, 28,47% DQO y 18,72% NH3-N, y la industria petroquímica, 15,34% DQO y 25,52%. %NH3-N.
Desde 2010, la Prevención y Control de la Contaminación del Agua de China y el Undécimo Plan Quinquenal de la Cuenca del Río Huai han establecido requisitos de calidad del agua en el nivel III, lo que significa que la calidad del agua es lo suficientemente limpia para el consumo humano y la recreación. Debido a que la cuenca del río Huai incluye cuatro ciudades a nivel de prefectura, Zaozhuang, Jinan, Linyi y Heze, existe una gran presión para cumplir con los estándares requeridos de calidad del agua. De los 27 sitios de monitoreo en este estudio de caso, la calidad del agua de la cuenca del río Huai recibió una calificación IV, donde la calidad del agua no es adecuada para el consumo humano o la recreación, en 10 sitios de monitoreo y una calificación V, donde la calidad del agua está extremadamente contaminada y no es apta para ningún uso, en la región de Xiangzimio. Aunque la calidad del agua en estos sitios ha mejorado ligeramente, la Ruta Este del Proyecto de División de Agua Sur-Norte, que gestiona la calidad del agua de la cuenca del río Huai, aún se encuentra en sus etapas de desarrollo y ha luchado por mantener un equilibrio. entre la industrialización y la calidad del agua debido al ritmo de crecimiento de las actividades industriales de China.

### Desertificación
La desertificación sigue siendo un problema grave, ya que consume una superficie mayor que la utilizada como tierra de cultivo. Más de 2,95 millones de hectáreas, o el 57% de su territorio, se han visto afectadas por la desertificación. Aunque la desertificación se ha frenado en algunas zonas, sigue expandiéndose a un ritmo de más de 67 km2 cada año. El 90% de la desertificación de China se produce en el oeste del país. Aproximadamente el 30% de la superficie actual de China se considera desierto. La rápida industrialización de China podría hacer que esta área aumente drásticamente. El desierto de Gobi, al norte, se expande actualmente en aproximadamente 2500 km2 por año. Las vastas llanuras del norte de China solían ser inundadas periódicamente por el río Amarillo. Sin embargo, el pastoreo excesivo y la expansión de las tierras agrícolas podrían hacer que esta superficie aumente.

### Riesgos para la salud
Los contaminantes emitidos al aire y al agua por la rápida industrialización de China han generado importantes preocupaciones para la salud. Las actividades antropogénicas en China han disminuido la seguridad alimentaria y la resistencia a los antibióticos y han aumentado el resurgimiento de enfermedades infecciosas. La contaminación del aire, por sí sola, está directamente relacionada con un mayor riesgo de cáncer de pulmón, cáncer de mama y cáncer de vejiga y ya ha provocado más de 1,3 millones de muertes prematuras en China y está vinculado a 1,6 millones de muertes al año: el 17% de todas las muertes anuales en China. El 92% de los chinos ha tenido al menos 120 horas anuales de aire insalubre según los estándares de la EPA. Como afirma la Organización Mundial de la Salud, el aire peligroso es más mortal que el sida, la malaria, el cáncer de mama o la tuberculosis, que la calidad del aire chino es especialmente problemática debido a la escala a la que se produce.
Si bien, para empezar, las tierras cultivables en China son escasas, el Ministerio de Tierras y Recursos informó que China ha contaminado 33,3 millones de hectáreas de tierras agrícolas que no pueden utilizarse para ningún propósito constructivo. En consecuencia, China se enfrenta a una mayor exposición a nuevos patógenos que amenazan la salud pública como resultado de la migración de la vida silvestre desde estas zonas muertas.